# Argobas
Os Argobas são um grupo étnico semita que vive disperso em diversos vilarejos e cidades do norte e nordeste da Etiópia. Os Argobas sempre foram astutos comerciantes e mercadores, que foram se adaptando às regras econômicas de sua região, o que levou a um gradual declínio do uso da língua argoba. 
As comunidades Argoba podem ser encontradas nas regiões Afar, Amara e Oromia  e ao longo do Vale do Rift. Aí se incluem Yimlawo, Gusa, Shonke, Berehet, Khayr Amba, Melkajillo, Metehara, Shewa Robit e as vilas rurais adjacentes. 
Os Argobas relacionam-se aos amaras, gurages, oromas, somalis, tigrínios e tigrés.
Em alguns locais a língua argoba se homogeneizou com a língua amárica e em outros houve migração para outras línguas locais opor razões econômicas. Hoje há somente poucas áreas onde os Argobas não sejam ao menos bilíngues em Amárico, em Oromo ou em Afar . Todas essas línguas têm material escrito, literatura, que pode ser lida por Argobas, embora o índice de analfabetismo entre eles seja muito grande.
Os Argobas não gostam de mandar suas crianças para escolas para não serem influenciadas por um mundo de idéias não Islâmicas. Por essa mesma razão, os Argoba também não recorrem à cortes de Justiça.